# Robert Wienröder
Robert Wienröder ist ein deutscher Komponist und Pianist. Seine musikalischen Schwerpunkte liegen auf den Bereichen Jazz und Pop.

## Leben und Wirken
Robert Wienröder, der im Eichenzeller Ortsteil Döllbach aufwuchs, erhielt im Kindesalter klassischen Klavierunterricht. Mit Jazz in Berührung kam er erstmals auf dem Fuldaer Domgymnasium (Rabanus-Maurus-Schule) durch die Big Band seiner Schule, mit der er erste Preise bei Jugend jazzt gewann. Später erhielt er auch Jazzunterricht. Er wurde früh ins Landesjugendjazzorchester Hessen aufgenommen und nahm an Workshops der hr-Big Band für die besten Nachwuchs-Musiker Hessens teil. Von 2015 bis 2020 studierte er mit Hauptfach Jazz-Klavier am Jazz-Institut Berlin (zugehörig zur Universität der Künste Berlin und zur Hochschule für Musik Hanns Eisler).
Im Jahr 2017 veröffentlichte Wienröder mit der Gruppe Leléka um Sängerin Viktoria Anton die EP Leléka. Im selben Jahr gewann die Band den Creole Global Music Contest und im folgenden Jahr den Europäischen Nachwuchs-Jazzpreis der Internationalen Jazzwoche Burghausen. Mit der Sängerin Anna Hauss, dem Bassisten Raphael Seidel und dem Schlagzeuger Jakob Hegner gründete er 2015 die Gruppe Still in the Woods. Mit dieser Band veröffentlichte er 2018 und 2019 die beiden Alben Rootless Tree und Flying Waves bei Neuklang, dem Label der Bauer Studios, begleitet von ausgiebigen Tourneen im In- und Ausland.
2019 schrieb Wienröder gemeinsam mit Anna Hauss und dem Textdichter William Horberg das Lied „I Can't Remember Love“ für die von Netflix produzierte Serie Das Damengambit (Originaltitel The Queen’s Gambit). Das Stück wie auch die Serie waren ein weltweiter Erfolg. Im Juli 2021 folgte auf Initiative von Horberg die Nominierung von „I Can't Remember Love“ für die Emmys 2021 in der Kategorie Outstanding Original Music and Lyrics.

## Preise und Auszeichnungen
- 2017: Mit der Gruppe Leléka Sieger des Creole Global Music Contest
- 2018: Mit der Gruppe Leléka Sieger des Nachwuchs-Jazzpreis der Internationalen Jazzwoche Burghausen
- 2021: Nominierung für einen Emmy in der Kategorie „Outstanding Original Music and Lyrics“ für den Song „I Can't Remember Love“ (The Queen’s Gambit, Netflix), gemeinsam mit Anna Hauss und William Horberg